# Liga a IV-a Bihor
Liga a IV-a Bihor este principala competiție fotbalistică din județul Bihor, organizată de Asociația Județeană de Fotbal (AJF) Bihor, situată în al patrulea eșalon al sistemului de ligi al fotbalului românesc.
Competiția este disputată de un număr variabil de echipe, în funcție de numărul echipelor retrogradate din Liga a III-a, al celor promovate din Liga a V-a Bihor, precum și al echipelor care se retrag sau se înscriu în competiție. Campioana poate sau nu să promoveze în Liga a III-a, în funcție de rezultatul barajului de promovare disputat împotriva campioanei dintr-o serie județeană vecină.

## Istoric
În 1968, în urma noii reorganizări administrative și teritoriale a țării, fiecare județ a înființat propriul campionat de fotbal, integrând echipele din fostele campionate regionale, precum și echipele care evoluau anterior în competițiile orășenești și raionale. Proaspăt înființatul Campionat Județean Bihor a fost pus sub autoritatea nou-înființatului Consiliu Județean pentru Educație Fizică și Sport (CJEFS) Bihor.
De atunci, organizarea și structura principalei competiții din Bihor, la fel ca și cele ale altor campionate județene, au suferit numeroase modificări. Între 1968 și 1992, competiția a fost cunoscută sub denumirea Campionatul Județean. În 1992 a fost redenumită Divizia C – Faza Județeană, din 1997 s-a numit Divizia D, iar din 2006 poartă numele Liga a IV-a.

## Lista campioanelor

### Campionatul Regional Bihor
| Ed.                          | Sezon                      | Campioană                                             |
| Campionatul Regional Bihor   | Campionatul Regional Bihor | Campionatul Regional Bihor                            |
| ---------------------------- | -------------------------- | ----------------------------------------------------- |
| 1                            | 1951                       | Metalul Oradea                                        |
| 2                            | 1952                       | Spartac Salonta                                       |
| Campionatul Regional Oradea  |                            |                                                       |
| 3                            | 1953                       | Spartac Salonta                                       |
| 4                            | 1954                       | Flamura Roșie Salonta                                 |
| 5                            | 1955                       |                                                       |
| 6                            | 1956                       | Flamura Roșie Oradea                                  |
| 7                            | 1957–58                    | Gloria CFR Oradea                                     |
| 8                            | 1958–59                    | Granit Dr.Petru Groza                                 |
| 9                            | 1959–60                    | Voința Oradea                                         |
| Campionatul Regional Crișana |                            |                                                       |
| 10                           | 1960–61                    | Crișul Oradea                                         |
| 11                           | 1961–62                    | Voința Oradea                                         |
| 12                           | 1962–63                    | Steaua Roșie Salonta                                  |
| 13                           | 1963–64                    | Dinamo Oradea                                         |
| 14                           | 1964–65                    | Dinamo Oradea                                         |
| 15                           | 1965–66                    | Gloria Ioșia                                          |
| 16                           | 1966–67                    | Voința Oradea                                         |
| 17                           | 1967–68                    | Dinamo Oradea (Seria Nord) Știința Oradea (Seria Sud) |

### Campionatul Județean Bihor
| Ed.                  | Sezon                | Campioană              |
| Campionatul Județean | Campionatul Județean | Campionatul Județean   |
| -------------------- | -------------------- | ---------------------- |
| 1                    | 1968–69              | Minerul Bihor          |
| 2                    | 1969–70              | Minerul Bihor          |
| 3                    | 1970–71              | Bihoreana Marghita     |
| 4                    | 1971–72              | Minerul Bihor          |
| 5                    | 1972–73              | Minerul Șuncuiuș       |
| 6                    | 1973–74              | Voința Oradea          |
| 7                    | 1974–75              | Bihorul Beiuș          |
| 8                    | 1975–76              | Oțelul Bihor           |
| 9                    | 1976–77              | Minerul Voivozi        |
| 10                   | 1977–78              | Tricolorul Beiuș       |
| 11                   | 1978–79              | Alumina Oradea         |
| 12                   | 1979–80              | Unirea Valea lui Mihai |
| 13                   | 1980–81              | Tricolorul Oradea      |
| 14                   | 1981–82              | Minerul Bihor          |
| 15                   | 1982–83              | Minerul Șuncuiuș       |
| 16                   | 1983–84              | Recolta Salonta        |
| 17                   | 1984–85              | Gloria Beiuș           |
| 18                   | 1985–86              | Bihoreana Marghita     |
| 19                   | 1986–87              | Voința Oradea          |
| 20                   | 1987–88              | Voința Oradea          |
| 21                   | 1988–89              | Minerul Bihor          |
| 22                   | 1989–90              | Olimpia Salonta        |
| 23                   | 1990–91              | Minerul Voivozi        |
| 24                   | 1991–92              | Minerul Voivozi        |

| Ed.                        | Sezon                      | Campioană                  |
| Divizia C – Faza Județeană | Divizia C – Faza Județeană | Divizia C – Faza Județeană |
| -------------------------- | -------------------------- | -------------------------- |
| 25                         | 1992–93                    | Olimpia Salonta            |
| 26                         | 1993–94                    | Minerul Ștei               |
| 27                         | 1994–95                    | Minerul Ștei               |
| 28                         | 1995–96                    | Viitorul Oradea            |
| 29                         | 1996–97                    | Crișul Aleșd               |
| Divizia D                  |                            |                            |
| 30                         | 1997–98                    | Minerul Șuncuiuș           |
| 31                         | 1998–99                    | Olimpia Salonta            |
| 32                         | 1999–00                    | Oțelul Ștei                |
| 33                         | 2000–01                    | Viitorul Oradea            |
| 34                         | 2001–02                    | Foresta Tileagd            |
| 35                         | 2002–03                    | Minerul Ștei               |
| 36                         | 2003–04                    | Olimpia Salonta            |
| 37                         | 2004–05                    | Lotus Băile Felix          |
| 38                         | 2005–06                    | Tricolorul Alparea         |
| Liga a IV-a                |                            |                            |
| 39                         | 2006–07                    | Bihor II Tileagd           |
| 40                         | 2007–08                    | Liberty II Marghita        |
| 41                         | 2008–09                    | Luceafărul Oradea          |
| 42                         | 2009–10                    | Bioland Paleu              |
| 43                         | 2010–11                    | Unirea Valea lui Mihai     |
| 44                         | 2011–12                    | Tricolorul Alparea         |
| 46                         | 2013–14                    | CSC Sânmartin              |
| 47                         | 2014–15                    | Luceafărul Oradea          |

| Ed. | Sezon   | Campioană           |
| --- | ------- | ------------------- |
| 45  | 2012–13 | Kinder Junior Paleu |
| 48  | 2015–16 | FC Hidișelu de Sus  |
| 49  | 2016–17 | Diosig Bihardiószeg |
| 50  | 2017–18 | CSC Sânmartin       |
| 51  | 2018–19 | CSC Sânmartin       |
| 52  | 2019–20 | CA Oradea           |
| –   | 2020–21 | Nu s-a disputat     |
| 53  | 2021–22 | Viitorul Borș       |
| 54  | 2022–23 | Crișul Sântandrei   |
| 55  | 2023–24 | Diosig Bihardiószeg |
| 56  | 2024–25 | Bihorul Beiuș       |

1. ↑  Nu s-a disputat din cauza Pandemiei de COVID-19 din România.